# Cancelarul Germaniei
Cancelarul Germaniei este șeful guvernului Germaniei. Titlul oficial în germană este Bundeskanzler(in) (cancelar federal în traducere), uneori prescurtat doar la Kanzler(in). Termenul, originar din cuvântul latin cancellarius, datează din Evul Mediu.

## Istoric
Funcția de cancelar are o istorie lungă în statele de limbă germană, mergând în timp până la Sfântul Imperiu Roman, când funcția de arhicancelar imperial (Reichserzkanzler) era deținută de arhiepiscopul de Mainz, care era totodată unul din cei șapte principi electori.
Funcția de cancelar federal în sens modern a fost creată în 1867, odată cu crearea Confederației de nord germană și preluarea funcției de către Otto von Bismarck. După Unificarea Germaniei din 1871, funcția a fost redenumită Reichskanzler. Trecând prin perioadele următoare, incluzând cele ale Primului război mondial, Republicii de la Weimar, Germaniei naziste, și al celui de-al doilea război mondial, funcția și-a păstrat numele de Reichskanzler.
Din 1867, 33 de persoane au fost șefii de guvern din Germania, Germania de Vest sau Germania de Nord, aproape toți cu titlul de cancelar.
Când naziștii au venit la putere la 30 ianuarie 1933, Constituția de la Weimar a fost de facto anulată. După moartea președintelui Hindenburg în 1934, Adolf Hitler, liderul și cancelarul dictatorului de partid, a preluat puterile președintelui. Noul titlu oficial a devenit Führer und Reichskanzler (adică "lider și cancelar al Reich-ului").
După crearea Republicii Federale Germania în 1949, conform constituției acesteia (Grundgesetz für die Bundesrepublik Deutschland) denumirea funcției a șefului guvernului german a devenit cancelar federal (Bundeskanzler)

## Perioade istorice

### Perioada Confederației Germane de Nord (1867-1871)
Între 1867 și 1871 funcția de cancelar federal a fost îndeplinită de Otto von Bismarck

### Perioada Imperiului German (1871-1918)
Între 1871 și 1918 funcția de cancelar federal a fost denumită Reichserzkanzler și a fost îndeplinită, în ordine cronologică, deː Otto von Bismarck, Leo von Caprivi, Prințul Chlodwig de Hohenlohe-Schillingsfürst, Bernhard von Bülow, Theobald von Bethmann-Hollweg, Georg Michaelis, Georg von Hertling, Prințul Maximilian de Baden și Friedrich Ebert

### Perioada Republicii de la Weimar (1919-1933)
Între 1919 și 1933, Weimar Republic a avut mai mulți cancelari, iar titlurile funcției s-au schimbat. Șefii guvernului Republicii de la Weimar au fost Philipp Scheidemann (ca Ministru-președinte - Ministerpräsident), Gustav Bauer (ca Ministru-președinte și cancelar - kanzler), Hermann Müller, Konstantin Fehrenbach, Joseph Wirth, Wilhelm Cuno, Gustav Stresemann, Wilhelm Marx, Hans Luther, din nou Wilhelm Marx, Hermann Müller, Heinrich Brüning, Franz von Papen și Kurt von Schleicher

### Perioada nazistă (1933-1945)

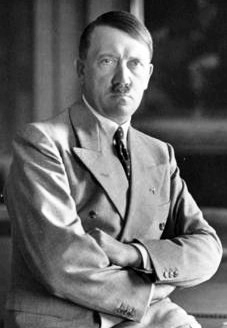
Adolf Hitler, cancelar între 1933 și 1945

După câștigarea alegerilor pentru Reichstag, la 30 ianuarie 1933, Adolf Hitler a devenit cancelar sub titlul de Reichskanzler. După preluarea mandatului, Hitler a început imediat să acumuleze putere și să schimbe natura funcției cancelarului. După numai două luni în funcție și după arderea clădirii Reichstag, Parlamentul a adoptat Legea de împuternicire, care oferea Cancelarului puteri legislative depline pentru o perioadă de patru ani - cancelarul putea introduce orice lege fără consultarea Parlamentului. Puterile cancelarului au continuat să crească până în august 1934, când președintele în exercițiu Paul von Hindenburg a murit. Hitler a folosit Actul de împuternicire pentru a îmbina biroul cancelarului cu cel al președintelui pentru a crea un nou birou, "liderul". Deși birourile au fost fuzionate, Hitler a continuat să fie abordat ca "Conducător și cancelar", indicând că șeful statului și șeful guvernului erau încă poziții separate, deși deținute de același om.
După sinuciderea sa (la 30 aprilie 1945) a fost urmat de Joseph Goebbels (pentru doar două zile, 30 aprilie și 1 mai 1945) și de Contele Schwerin von Krosigk (pentru 23 de zile, de la 1 mai la 23 mai 1945).

### Germania sub ocupație (1945-1949)
În perioada celor patru ani de la terminarea războiului, ca urmare a Conferinței de la Potsdam, Germania și Berlinul au fost divizate de cele patru puteri învingătoare aliate (pe scurt Aliații), Statele Unite ale Americii, Marea Britanie, Franța și Uniunea Sovietică în patru zone de ocupație. Au urmat „redesenarea granițelor”, demilitarizarea, decartelizarea, denazificarea și democratizarea teritoriului Germaniei, simultan cu strămutarea populației.
La 1 ianuarie 1947, americanii și britanici au unificat zonele lor de ocupație, care va constitui majoritatea teritoriului viitoarei Republici Federale a Germaniei, iar apoi au introdus (la 21 iunie 1948) noua marcă germană. Sovieticii au răspuns cu istorica blocadă a Berlinului, care s-a încheiat în mai 1949. Zona ocupată de francezi s-a alăturat zonei americano-britanice formând la 23 mai 1949 statul federal Republica Federală a Germaniei (Bundesrepublik Deutschland). În același timp, zona de ocupație sovietică a fost reorganizată după model sovietic pentru a proclama Republica Democrată Germană (Deutsche Democratische Republik) la 7 octombrie 1949.
În această perioadă, în mod oficial, nu a existat funcția de cancelar.

### Perioada Bundesrepublik Deutschland (din 1949)

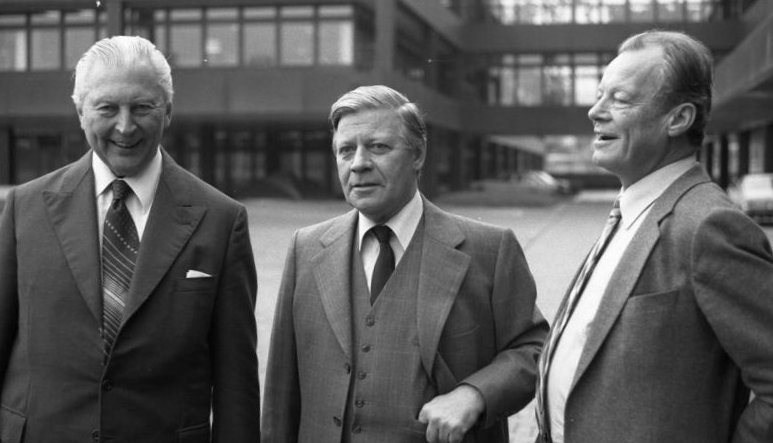
Fostul cancelar Schmidt (mijloc) cu doi dintre predecesorii săi: Kiesinger (stânga) și Brandt (dreapta), 1979 în Bonn

Cancelarul federal al Germaniei (în germană: der Bundeskanzler der Bundesrepublik Deutschland sau, la feminin,  die Bundeskanzlerin) este șeful guvernului federal (prim-ministrul) din Republica Federală Germania. El numește miniștrii guvernului său și are dreptul de a stabili direcția politică generală a guvernului (Richtlinienkompetenz). Cancelarul este de facto funcționarul de stat cel mai puternic, dar ocupă abia locul trei în ierarhia politică protocolară din Germania, după președintele statului (Bundespräsident) și după președintele (Bundestagspräsident) parlamentului Bundestag, acest for legislativ fiind singurul organ federal ales direct de „poporul suveran”.
La 15 septembrie 1949 Konrad Adenauer a preluat funcția de cancelar federal, numită Bundeskanzler, în evidentă concordanță cu numele oficial al Germaniei de Vest, Bundesrepublik Deutschland.
Cancelarul este ales de Bundestag pentru o perioadă de patru ani și poate fi eliberat din funcție înainte de termen numai printr-o moțiune de neîncredere votată și aprobată de Bundestag. El poate desigur și să demisioneze.
Din 2005, cancelar federal al Germaniei este Angela Merkel, din partea partidului creștin-democrat CDU, iar vicecancelar (și ministru de externe) Guido Westerwelle, lider al Partidului Liberal, abreviat în germană FDP.

## Cancelarii Germaniei începând din 1949
Din septembrie 1949 până în prezent, Germania Federală a avut nouă cancelari federali. Aceștia suntː
- Konrad Adenauer, în funcție în perioada 15 septembrie 1949 – 16 octobrie 1963,
- Ludwig Erhard, în funcție în perioada 16 octombrie 1963 – 1 decembrie 1966,
- Kurt Georg Kiesinger, în funcție în perioada 1 decembrie 1966 – 21 octombrie 1969,
- Willy Brandt, în funcție în perioada 21 octombrie 1969 – 7 mai 1974,
- Helmut Schmidt, în funcție în perioada 7 mai 1974 - 1 octombrie 1982
- Helmut Kohl, în funcție în perioada 1 octombrie 1982 – 27 octombrie 1998
- Gerhard Schröder, în funcție în perioada 27 octombrie 1998 – 22 noiembrie 2005
- Angela Merkel, în funcție în perioada 22 noiembrie 2005 – 8 decembrie 2021 (prima femeie care a deținut această funcție) - forma de adresare este Bundeskanzlerin
- Olaf Scholz, în funcție în perioada 8 decembrie 2021 – 6 mai 2025
- Friedrich Merz, în funcție din 6 mai 2025

### Articole
- en  Harlen, Christine M. 2002. "The Leadership Styles of the German Chancellors: From Schmidt to Schröder." Politics and Policy 30 (2 (June)): 347–371.
- en  Helms, Ludger. 2001. "The Changing Chancellorship: Resources and Constraints Revisited." German Politics 10 (2): 155–168.
- en  Mayntz, Renate. 1980. "Executive Leadership in Germany: Dispersion of Power or 'Kanzler Demokratie'?" In presidents and Prime Ministers, ed. R. Rose and E. N. Suleiman. Washington, D.C: American Enterprise Institute. pp. 139–71.
- en  Smith, Gordon. 1991. "The Resources of a German Chancellor." West European Politics 14 (2): 48–61.